# William Delbert Gann
William Delbert Gann (* 6. Juni 1878 in Lufkin, Texas; † 14. Juni 1955), auch bekannt als W. D. Gann war ein US-amerikanischer Trader des frühen 20. Jahrhunderts. Gann hat mehrere Werke zum Thema Trading und Chartanalyse verfasst.

## Werke
- Truth of the Stock Tape: A Study of the Stock and Commodity Markets with Charts and Rules for Successful Trading and Investing, ISBN 965-00-6000-6
- How to Make Profits In Commodities, ISBN 965-91241-4-7
- 45 Years in Wall Street, ISBN 956-310-046-8
- Options Made Easy: How to Make Profits Trading in Puts and Calls, ISBN 956-310-039-5
- Essential Writings of William D. Gann, ISBN 1-4254-5404-6